# Robert d’Artois (1250–1302)
II. Robert d’Artois (Manszúra, 1250. szeptember – Kortrijk, 1302. július 11.), I. Robert d’Artois és Brabant Matilda posztumusz fia, Artois grófja 1250-től 1302-ig.

## Élete

Artois címere

Apja I. Róbert, Artois grófja, aki 1250. február 9-én Egyiptomban, a VII. keresztes hadjárat egyik csatájában életét vesztette. Anyja, Brabanti Matilda, II. Henrik brabanti herceg lánya. Az apja halála után született gyermek II. Róbert néven örökölte a grófi címet.
Róbert tapasztalt katonaként részt vett az aragóniai keresztes hadjáratban. Apai nagybátyja, I. Károly szicíliai király 1275. december 25-én a királyság főkapitányává és helytartójává nevezte ki, ezt a posztot 1276 márciusáig töltötte be. 1284 és 1289 között a királyság régense volt unokatestvére, II. Károly nápolyi király nevében, aki ekkor börtönben volt. A király kiszabadulása után ismét kinevezték főkapitánynak. 1297-ben a francia király parancsára a Flamand grófság ellen indított hadjáratot és Furnes mellett legyőzte a flamand sereget.

## Halála
1302-ben a király ismét Flandriába küldte, ahol feldúlta a vidéket és megkísérelte elfoglalni Kortrijk városát. A város falai alatt 1302. július 11-én a flamand felkelők seregével vívott aranysarkantyús csata során vesztette életét. A csata kezdetén Róbert gyalogsága sikeresen nyomult előre a flamandokkal szemben, de Róbert visszarendelte őket: a végső győzelmet kivívó rohamot saját lovagjainak tartogatta. Azonban a feldúlt, felázott, árkokkal átszabdalt talajon a lovagok nem tudtak kellő lendületet venni, hogy áttörjék a flamand gyalogosok sorfalát, és a kialakuló közelharcban a lovagokkal könnyűszerrel végeztek. Róbert megpróbálta összeszedni tartalékait és egy második támadást indított, de a flamand gyalogosok őt is levágták.

## Családja és leszármazottai
1262-ben Párizsban vette feleségül Amicie de Courtenay-t (1250–1275), Pierre de Courtenay lányát. Utóbbi VI. Lajos francia király leszármazottja volt. A házasságból három gyermek született:
- Mahaut (1268–1329)
- Fülöp (1269–1298),[6] 1275-től apja után Conches ura. 1298-ban a furnesi csatában halálos sebet kapott.[7] Felesége 1281-től Bretagne-i Blanka, II. János bretagne-i herceg és Beatrix (III. Henrik angol király lánya) lánya.[8] Házasságukból hét gyermek született, a legidősebb fiú, Róbert nagyapja halála után a grófi cím követelőjeként lépett fel nagynénjével szemben.
- Róbert (1271)

1275-ben Amice meghalt és Róbert még kétszer nősült: 1277-ben feleségül vette Agnes de Dampierre-t  (1237–1288), a Bourbon-ház örökösét, majd 1298. október 18-án Margitot (? – 1342, II. János hainaut-i gróf lányát.
Róbert halála után lánya, Matilda örökölte a grófi címet, de az örökösödést vitatta Fülöp fia, Róbert.